# Pterostichus biocryus
Pterostichus biocryus är en skalbaggsart som beskrevs av Ball. Pterostichus biocryus ingår i släktet Pterostichus och familjen jordlöpare. Inga underarter finns listade i Catalogue of Life.